# Iglesia de Santa Eulalia (Abamia)
La iglesia de Santa Eulalia es un templo católico situado en las cercanías de la localidad de Corao, en la parroquia de Abamia del concejo de Cangas de Onís (Principado de Asturias, España). El edificio actual data del siglo XII, si bien se tiene constancia de la existencia de un templo del siglo VIII en la misma ubicación.
La iglesia es Monumento Histórico-Artístico desde 1962 y el espacio circundante o «campo de iglesia» es Bien de Interés Cultural, con la categoría de Sitio Histórico, desde 2017.

## Historia

### Origen del templo
Está situada en una zona dolménica, cerca y sobre una necrópolis romano-vadiniense, de las que ha aparecido in situ alguna estela, y otras veinte en el propio Corao. Ambrosio de Morales, durante su célebre viaje de 1572 (publicado en 1575 como parte de la Crónica General de Ocampo, y por separado en 1765 y otras ediciones), ofrece un gráfico relato que ilustra el estado de la iglesia en el último tercio del siglo XVI.< en su aspecto actual es románica (arte románico).
La primera referencia que de ella se tiene escrita como Abelania está en la Crónica Albeldense. Yepes  cita hacia el año 737 la existencia en esta zona de un monasterio de la regla de San Benito.
De acuerdo con otras fuentes, la primera referencia escrita sobre la iglesia se encuentra en la confirmación otorgada en 926 por Ramiro Alfonsiz, hijo de Alfonso III, sobre las donaciones de sus antepasados a San Salvador de Oviedo, donde se cita: “in territorio Kangas (...) ecclesiam sancte eulalie de Vendammio”. Aunque se trata de un falso pelagiano del siglo XII, redactado por el scriptorium del obispo Pelayo y donde se interpolaron más donaciones de las contenidas originalmente, parece ser que en este caso la referencia a Abamia no sería un añadido. Así parecen confirmarlo las excavaciones arqueológicas realizadas en la iglesia que datan su fundación en fechas altomedievales, a juzgar por su ocupación funeraria anterior al siglo X.

### Sepultura del rey don Pelayo
Durante varios siglos permanecieron sepultados en esta iglesia los restos mortales de don Pelayo, primer rey de Asturias y los de su esposa, la reina Gaudiosa. El rey falleció en Cangas de Onís, donde tenía su corte, en el año 737. Después de su defunción, su cadáver recibió sepultura en la iglesia de Santa Eulalia, en la que previamente había sido sepultada su esposa. En la Crónica Sebastianense, o de Alfonso III de Asturias, aparece mencionada la defunción y posterior sepultura de don Pelayo en estos términos: «Pelayo, tras haber completado diecinueve años de reinado, falleció de muerte natural y fue enterrado, junto con su esposa la reina Gaudiosa, en el territorio de Cangas, en la iglesia de Santa Eulalia de Velanio. Año 775 (737 d. C.)»
En el lado del Evangelio de la iglesia se conserva en la actualidad el sepulcro, vacío, que contuvo los restos del rey, y enfrente, colocado en el lado de la Epístola, se encuentra el que contuvo los restos de su esposa. Las laudas sepulcrales de Pelayo y Gaudiosa ya fueron vistas y descritas por el cronista Ambrosio de Morales en 1572. La atribuida al rey  tiene sólo una espada, y en la de la reina aparece grabada la inscripción Heic Iacet Rª Gaudiosa Uxor Rs Pelagii; la confección de ésta puede fijarse mejor, en las citadas obras de 1786, pues Morales (ibid.) "se espantó de lo lisa y humilde que era", y Jovellanos en una visita anterior a esa fecha (1782) refiere que no tenía inscripción. Hay que entender, en todo caso, que se trata de simples cenotafios concordes con los datos y la tradición sobre dichos sepulcros, a cuya realidad no afecta el que las lápidas fueran añadidas posteriormente.
El cronista Ambrosio de Morales dejó constancia en su obra de que Alfonso X el Sabio, rey de Castilla y León, ordenó trasladar los restos de don Pelayo y su esposa a la Santa Cueva de Covadonga, aunque numerosos historiadores han cuestionado la autenticidad del traslado. En una cavidad natural de la Santa Cueva de Covadonga, e introducidos en un túmulo de piedra, reposan en la actualidad los restos de ambos monarcas junto con los de Ermesinda, hermana del rey.

### Importancia simbólica
La iglesia de Santa Eulalia de Abamia constituye uno de los lugares más emblemáticos de Asturias por su vinculación a los orígenes de la Monarquía Asturiana y la creencia popular de que el rey Pelayo y su esposa Gaudiosa fueron enterrados en ella. Esta tradición se recoge por primera vez en la versión ovetense de la Crónica albeldense, cuyo original data del siglo IX, donde se afirma que “sepultus cum uxore sua Gaudiosa regina territorio Cangas in ecclesia Sancte Eulaliae de Velanio fuit”. Pero esta referencia es una interpolación elaborada por el scriptorium del obispo Pelayo, que rigió la sede episcopal de Oviedo desde 1101 hasta 1130, y no aparece en ninguna de las versiones anteriores de esta Crónica. Sin embargo, éste es uno de los escasos ejemplos en los que podemos fechar el nacimiento de una leyenda que en los siglos posteriores adquirió el rango de verdad incontestable y pasó a formar parte de la tradición.
En 1572, Ambrosio de Morales perfeccionó la leyenda medieval añadiendo que la iglesia había sido construida por el propio Pelayo en conmemoración de su victoria contra los moros y que sus restos habían sido trasladados desde Abamia hasta la cueva de Covadonga por orden de Alfonso II el Casto. Por la misma época, Tirso de Avilés volvió a poner por escrito el relato anterior y precisó las fuentes históricas en que se basaba: “como consta en un libro gótico muy antiguo de la iglesia de Oviedo que se llama Itacio.". El códice “Itacio” se perdió, pero según Enrique Flórez, que pudo consultarlo en 1756, habría sido escrito antes de 1143 y posiblemente pudiera atribuirse al obispo Pelayo.
En 1695, el Padre Carvallo volvió a poner por escrito la leyenda uniendo las informaciones de Ambrosio de Morales y Tirso de Avilés, creando un texto que con el tiempo se convertiría en la versión definitiva. Seguramente, la visita de Jovellanos a la iglesia de Abamia en 1782, en la cual inspeccionó las tumbas regias y preguntó sobre ellas a los vecinos, estuvo animada por esta leyenda. Madoz escribió en 1848 que “la matriz es de las iglesias más antiguas de la provincia y aunque se ignora la fecha de su fundación, es sin duda anterior a la invasión de los árabes. Se llamó Belamia y por tradición se asegura que se enterró en ella al rey don Pelayo”.
Una muestra de la repercusión que alcanzó la leyenda en época contemporánea, ya convertida en un hecho histórico, es que incluso en el decreto que declaró monumento nacional la iglesia de Abamia en 1962, se aludía a los enterramientos regios y se determinaba que la iglesia tenía su “fundación de don Pelayo”. La importancia que hoy reviste la iglesia de Abamia, a la que podría calificarse de auténtico “símbolo nacional”, no puede entenderse al margen de la construcción de esta leyenda. De no existir esta leyenda, probablemente no habría ocupado un lugar destacado en el imaginario colectivo.
La importancia simbólica de Abamia en tiempos pasados se confirma con los diferentes restos arqueológicos encontrados cerca de la iglesia, que parecen atribuir al lugar una función funeraria. A finales del siglo XIX, Roberto Frassinelli y el estudioso local Soto Cortés descubrieron varias monedas romanas y un dolmen megalítico con una figura antropomorfa grabada en uno de sus ortostatos, conocida como “el ídolo de los ojos” y actualmente depositada en el Museo Arqueológico Nacional. Estos descubrimientos indicarían que en época megalítica el enclave de Abamia tenía un significado especial para los habitantes de la zona, además de su destino funerario. Esta jerarquía continuaría durante el período romano, como parece confirmar el hallazgo de dos fragmentos de una misma lápida, Esta lápida se encuadra en el numeroso grupo de estelas romanas encontradas en Corao desde el siglo XVI, según refieren Morales y Tirso de Avilés. En las recientes excavaciones arqueológicas también se encontraron fragmentos de tégulas y ladrillos romanos.

### Abandono y restauración
La iglesia de Abamia se cerró al culto el 10 de noviembre de 1904, no tanto por el lamentable estado en que se encontraba, que amenazaba ruina pero podía haberse arreglado, como porque su localización apartada resultaba incómoda a muchos fieles y dificultaba su asistencia, trasladándose el culto a la iglesia de Corao. Desde entonces, el paso del tiempo se dejó sentir en la iglesia causando el desmoronamiento de la cubierta y el cabildo.
En 1958 Luis Menéndez-Pidal acometió la limpieza de la iglesia y la consolidación de sus muros. Finalmente, mediante el Decreto 614/1962 de 15 de marzo fue declarada Monumento Nacional Histórico-Artístico, lográndose así las tempranas aspiraciones de personas como el Marqués de Monsalud, que ya en 1907, desde la Real Academia de la Historia, había intentado esto mismo sin ningún éxito.
En 1977 tuvo lugar una desafortunada intervención en la iglesia para restaurarla parcialmente. Las bóvedas de hormigón que ahora cubren la nave fueron fruto de esta “restauración”, que únicamente se centró en la cubrición de la iglesia y desatendió sus otras necesidades. 
Entre 2006 y 2007 y a cargo de la Consejería de Cultura del Principado de Asturias se rehabilitó completamente la iglesia . Esta restauración resultó altamente controvertida, en especial el revestimiento con estuco amarillo de los muros exteriores y la colocación de modernas porterías de cristal y metal. En la actualidad, la iglesia presenta severos problemas de humedad, por la presencia de goteras en el tejado y las filtraciones de los bajantes, que han provocado el desprendimiento del estucado en algunos sectores y su resquebrajamiento en otros, así como extensas manchas de humedad en los paños externos e internos de la iglesia.
Recientemente (2005-2007) se han efectuado en ella trabajos oficiales de restauración, que han provocado una fuerte polémica vecinal y en la prensa.

## Descripción del templo
Se trata de un templo constituido por una sola nave con piedra de sillería y mampuestos. La portada meridional conserva diversos relieves.
Se pueden documentar en la iglesia varias fases principales: Las excavaciones de 2006 han verificado restos arquitectónicos anteriores al edificio actual (que data del siglo XIII-XIV), de fecha sin determinar pero con seguridad más viejos. La segunda es románica o protogótica del siglo XIII. La capilla mayor se añadió en el siglo XV y es gótica; es posible que la ampliación a la que se refiere Ambrosio de Morales como posterior o reciente ("agora") sea de este momento. En el XVIII o XIX se añadió la sacristía (que es el cuerpo agregado a la fachada sur) y un "cabildo" (nombre asturiano para un atrio), que fue suprimido en el siglo XX. De época de Carlos III son las pinturas barrocas del retablo conmemorando las gestas de Pelayo, y probablemente los arcosolios laterales.
La fábrica actual de la iglesia no muestra ningún resto de este primitivo edificio altomedieval y no existe acuerdo entre los autores sobre su cronología. Para Gil López y Álvarez Martínez la nave de la iglesia, en la que se abren las portadas occidental y meridional, habría sido construida a finales del siglo XIII dentro de un estilo protogótico, mientras que para Ruiz de la Peña González se habría edificado más tarde y su estilo sería plenamente gótico. A la hora de fechar la cabecera actual de la iglesia, construida con posterioridad a la nave, también mantienen criterios cronológicos dispares: las primeras datan esta reforma en el siglo XV, y la segunda a mediados del siglo XVI, en consonancia con los testimonios de Ambrosio de Morales que indicaba que la iglesia había sido ampliada recientemente.
La planta de la iglesia consta de una única nave rectangular de tres tramos con cabecera recta. En los costados sur y oeste se conservan los restos de un antiguo cabildo que, por los libros parroquiales, sabemos que ya existía a finales del siglo XVII, momento en que se procedió a arreglarlo. En 1849 se adosó la sacristía que hace paño con el testero y en época contemporánea se levantó la situada hacia el oeste. La nave se refuerza al exterior con seis contrafuertes y presenta dos portadas en los flancos meridional y occidental, ambas resueltas con un arco de medio punto ligeramente apuntado, datables en el siglo XV o mediados del XVI.
La portada meridional se estructura en tres arquivoltas molduradas en bocel, protegidas por un guardapolvo que alberga un interesante programa iconográfico sobre el “Juicio Final”, con una clara función moralizante. En él se labraron figuras de difuntos incorporándose de sus sarcófagos, un dragón, dos caballos enfrentados, y escenas de condenados al infierno: uno arrastra pesadas cadenas y otro arde en una caldera mientras un tercero aviva su fuego con un fuelle. Los demás capiteles se decoran con hojas de roble, una cabeza mordiendo una rama de este árbol y animales identificables con jabalís. En uno de los esquinales de esta portada hay una interesante pintura de traza antigua, compuesto por una cruz sobre peana con una escalera en el lateral, en referencia a la crucifixión de Cristo en el monte Gólgota.
La portada occidental es mucho más sobria y sólo dispone de una única rosca guarnecida por un guardapolvo decorado con bolas y una cabeza humana a la altura de la clave. Junto a la puerta se dispone una pila de agua bendita encastrada en el muro y decorada con una cruz de Calatrava. Los elementos decorativos externos de la iglesia se completan con las esculturas talladas en tres canecillos del alero que representan una cabeza humana, una figura monstruosa y un cuadrúpedo.
Al interior, la nave está recorrida por una arquería ciega, distribuida en tres arcos de medio punto por cada costado y datable en los siglos XVII ó XVIII. En la zona más próxima al presbiterio se abren dos arcosolios barrocos, compuestos por un arco rebajado, guardapolvo rematado en pináculos e impostas naceladas, bajo las cuales había dos rosetas pétreas de las que actualmente sólo se conserva una. Debajo de los arcosolios se encuentran las tumbas del rey Pelayo y su esposa Gaudiosa, situadas en la epístola y el evangelio, y señaladas respectivamente con una espada y una inscripción. En el extremo occidental de la nave reposan los restos de Roberto Frassinelli y Burnitz (1811-1887), trasladados por iniciativa popular en 1977 desde el cementerio contiguo, para rendir homenaje a este arqueólogo y anticuario, responsable del diseño de la Basílica de Covadonga y descubridor de importantes restos arqueológicos, conocido como “el Alemán de Corao”, pueblo donde se casó y residió hasta su muerte.
Un gran arco triunfal apuntado separa la nave del presbiterio. La decoración de sus capiteles - imposta consiste en caras y hojas que podrían pertenecer a un tejo. El presbiterio se encuentra elevado sobre una grada pétrea de gran desarrollo y aún conserva el zócalo sobre el que apoyaba el retablo mayor. Éste fue desmontado en 1904, cuando la iglesia de Abamia se cerró al culto, y trasladado a la cercana capilla de San Nicolás de Corao, donde padeció un incendio durante la Guerra Civil. Por fotografías antiguas sabemos que el retablo estaba decorado con escenas de la batalla de Covadonga.
En el costado meridional del presbiterio se abre la puerta para entrar a la sacristía más antigua, resuelta mediante un sencillo arco de medio punto, y desde ella se accede a la sacristía más reciente por una puerta arquitrabada, que antiguamente daba salida al cabildo, en cuyo dintel figura 1849, como año de construcción.
La cubrición de la iglesia adopta diferentes modalidades, acorde con la importancia de los espacios que resguarda. En la nave se utiliza una bóveda de cañón apuntada sostenida por arcos fajones, que se reconstruyó con hormigón durante una desafortunada intervención para consolidar la iglesia en 1977; el ábside se cubre con una bóveda de terceletes cuyas claves se decoran con rosetones y otros motivos vegetales; la sacristía más antigua emplea una bóveda de cañón y la nueva se cubre con un entablillado de madera dispuesto a una sola agua.
La iluminación de la iglesia resulta escasa y únicamente cuenta con la claridad que entra a través de la ventana geminada del presbiterio, un óculo abierto en el paño norte, una ventana en el presbiterio y las aspilleras caladas en el imafronte y los costados de la nave.
El imafronte se corona con una espadaña bífora, restaurada después de haberse derrumbado durante una fuerte nevada en 1906, que también ocasionó en el interior de la iglesia, daños en la tribuna y grietas en el lado este.
La iglesia, como otras de la época, siempre estuvo asociada a enterramientos, habiéndose localizado en 2006 más de medio centenar de esqueletos que, según los arqueólogos, se datan entre los siglos X y XIV, en el exterior del templo. Al menos tres de ellos, en la zona sur y alineados de forma diferente al resto, se han datado por C14 hacia el 870 d. C.  Esto, y los restos arquitectónicos más antiguos, parecen abonar lo transmitido en las viejas crónicas y la hipótesis, de siempre sostenida a la raíz de los textos, de que se trataría de la iglesia asturiense conservada más antigua.
Conviene destacar también que en el cementerio contiguo a la iglesia fue enterrado Roberto Frassinelli (1811-1887), conocido como "el alemán de Corao", anticuario, arqueólogo y dibujante, afincado en Corao durante más de 30 años. Él descubrió el dolmen de Abamia (hoy desaparecido, pero del que se conserva en el Museo Arqueológico Nacional de España en Madrid un ortostato figurado, de 2,5 x 0,50 m), inmortalizó las riquezas patrimoniales asturianas en muchos dibujos, y tuvo parte principal en la erección de la basílica de Covadonga; sus restos fueron hace unos años rescatados (1977), junto con su casi perdida lápida, por iniciativa de particulares, y se hallan en la parte posterior izquierda de la nave.

## Tejos

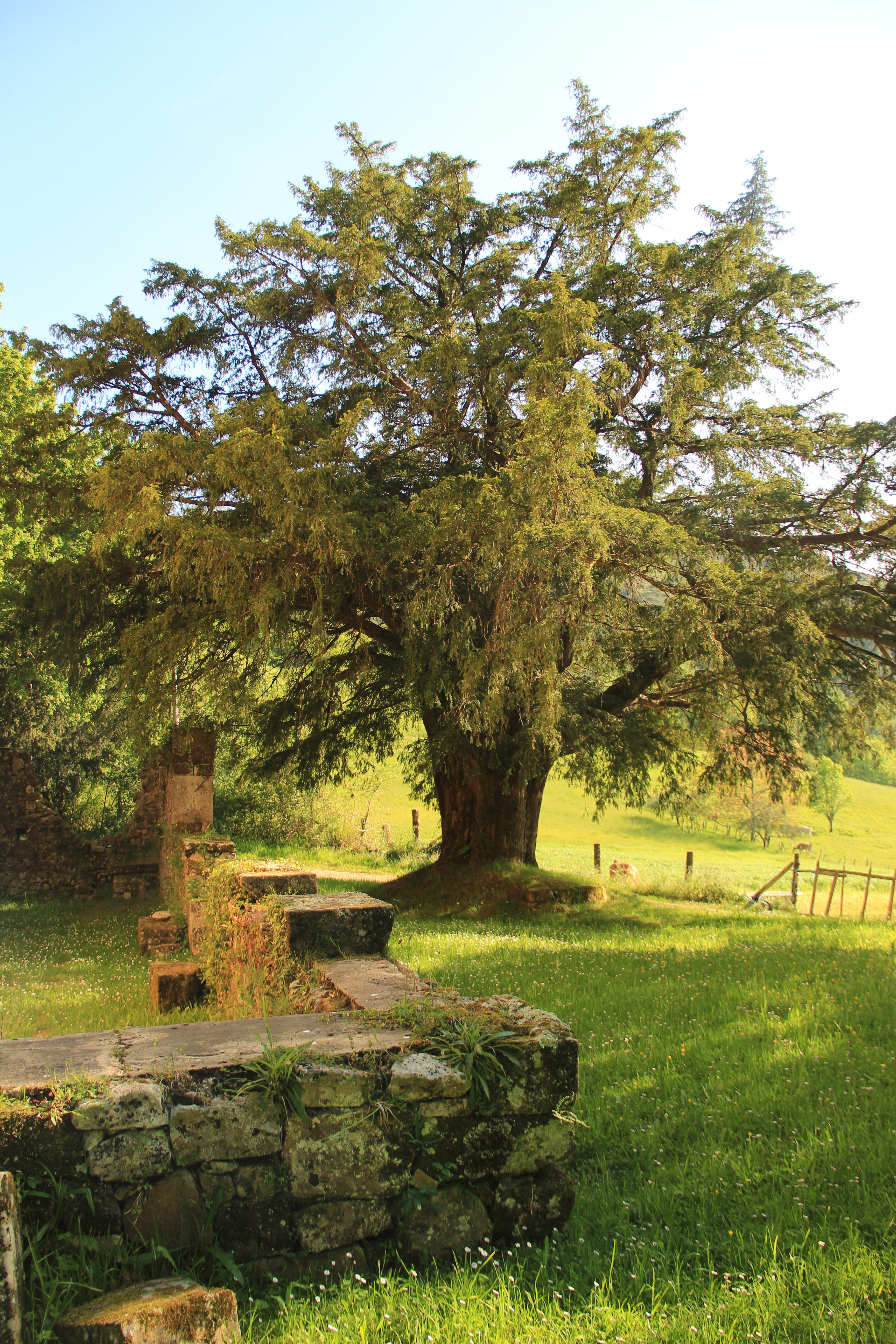
Tejo más joven.

Junto a la iglesia de Abamia crecen tres vetustos tejos con un perímetro troncal de cuatrocientos cuarenta y dos, trescientos ochenta, y ciento cincuenta centímetros. El mayor es un ejemplar femenino y los demás son masculinos. Díaz González estimaba, en la primera década del siglo XXI,  que el primero de ellos tendría una edad que oscilaría entre los trescientos ocho y quinientos ochenta años, mientras que el segundo estaría entre los doscientos veintidós años y cuatrocientos treinta, y el más pequeño entre los ciento dos y ciento noventa y siete años. Según estos datos, es muy posible que el tejo más antiguo se plantase para conmemorar la ampliación de la iglesia a mediados del siglo XVI y que se hubiese hecho lo propio con el mediano en relación a las reformas de época barroca. Así se explicaría que Ambrosio de Morales, cuando visitó Abamia en 1572, no mencionase ningún tejo, pese a ser muy minucioso en su descripción, pues en ese momento el más antiguo aún no había alcanzado un porte destacable como para llamar la atención. 
El tejo más antiguo tiene amplias calvas en la copa, porque fue desmochado para tender el cableado que llevó la electricidad hasta el pueblo de El Cuetu. Su situación parece delicada, sobre todo porque ha dejado de dar frutos, lo que es signo de su debilitamiento. Los otros tejos ofrecen un buen aspecto general, indicativo de su correcta salud: mantienen su copa verde y relativamente frondosa, y un tronco sólido sin fisuras, aunque se han visto afectados negativamente por excavaciones para adoquinado e instalación de iluminación en el exterior de la iglesia.
La personalidad e identidad que los tejos otorgan al espacio del “campo de la iglesia”, resultaba tan importante para los vecinos, que decidieron plantar dos tejos junto a la iglesia de Corao cuando ésta se inauguró en 1915. Con ello se estaba reconstruyendo la “escenografía” de Abamia y recreando un entorno familiar para los vecinos, donde éstos pudiesen sentirse cómodos e identificarse con él.

## Galería

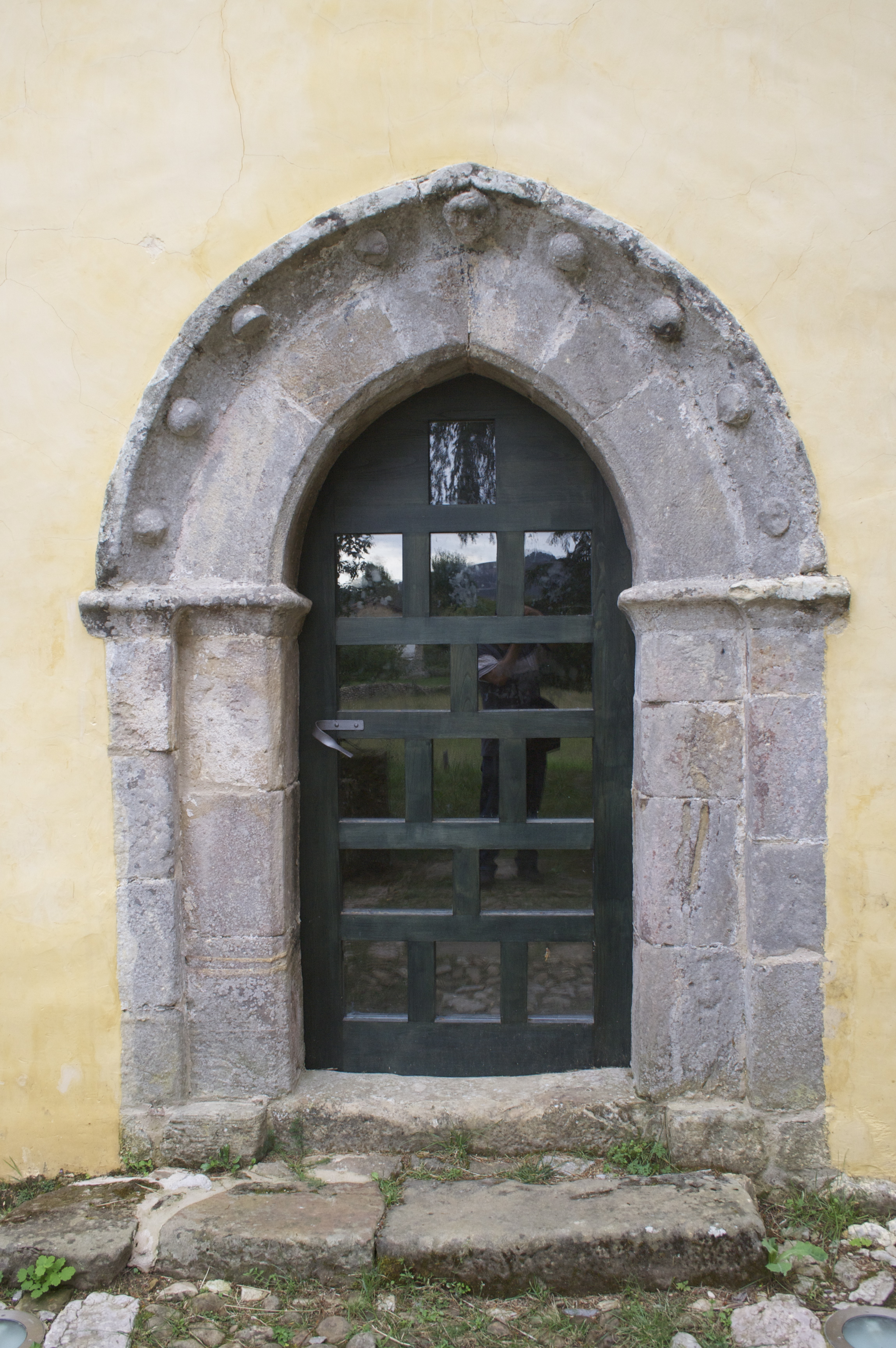
Puerta frontal de la iglesia.
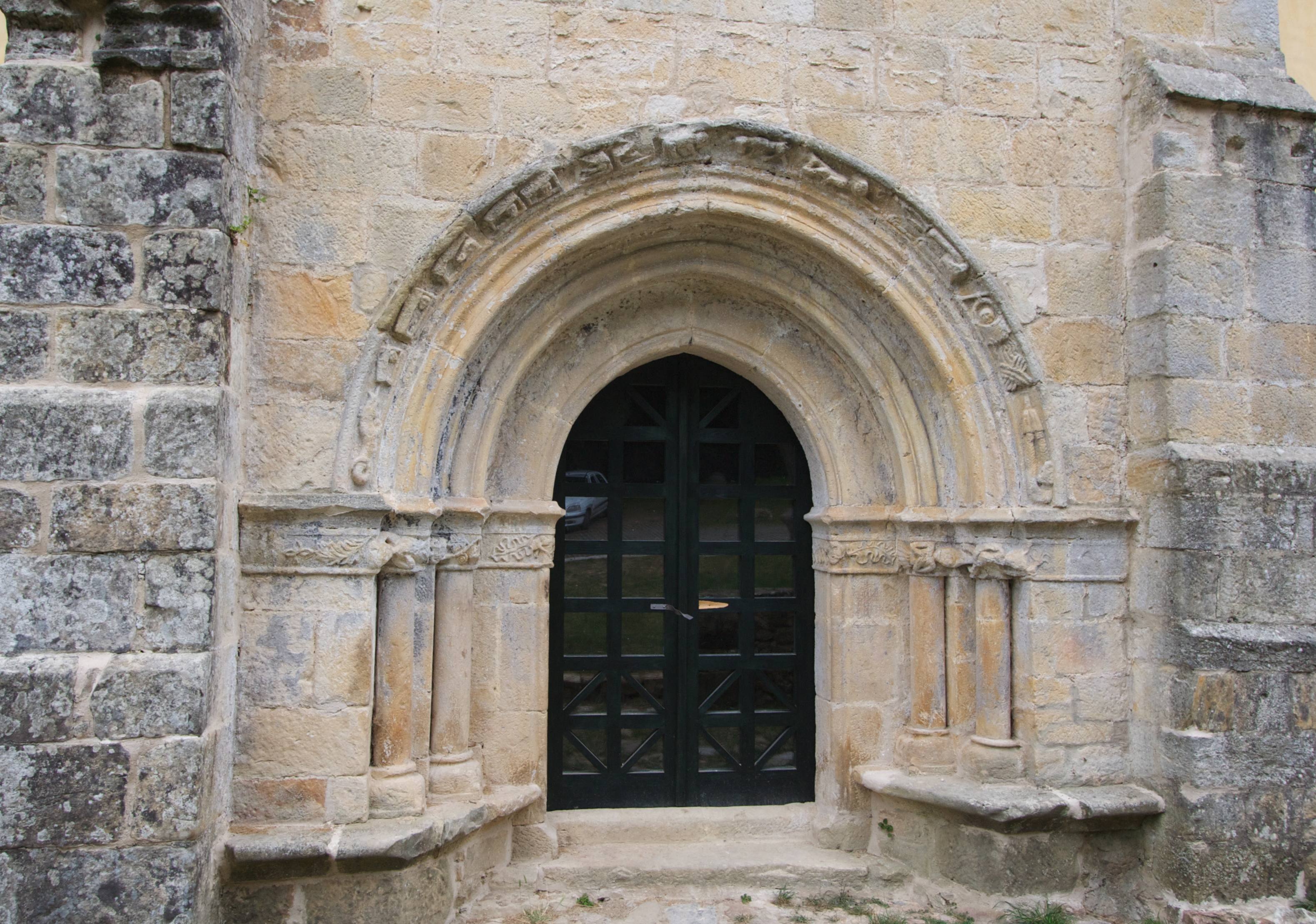
Puerta lateral de la iglesia.
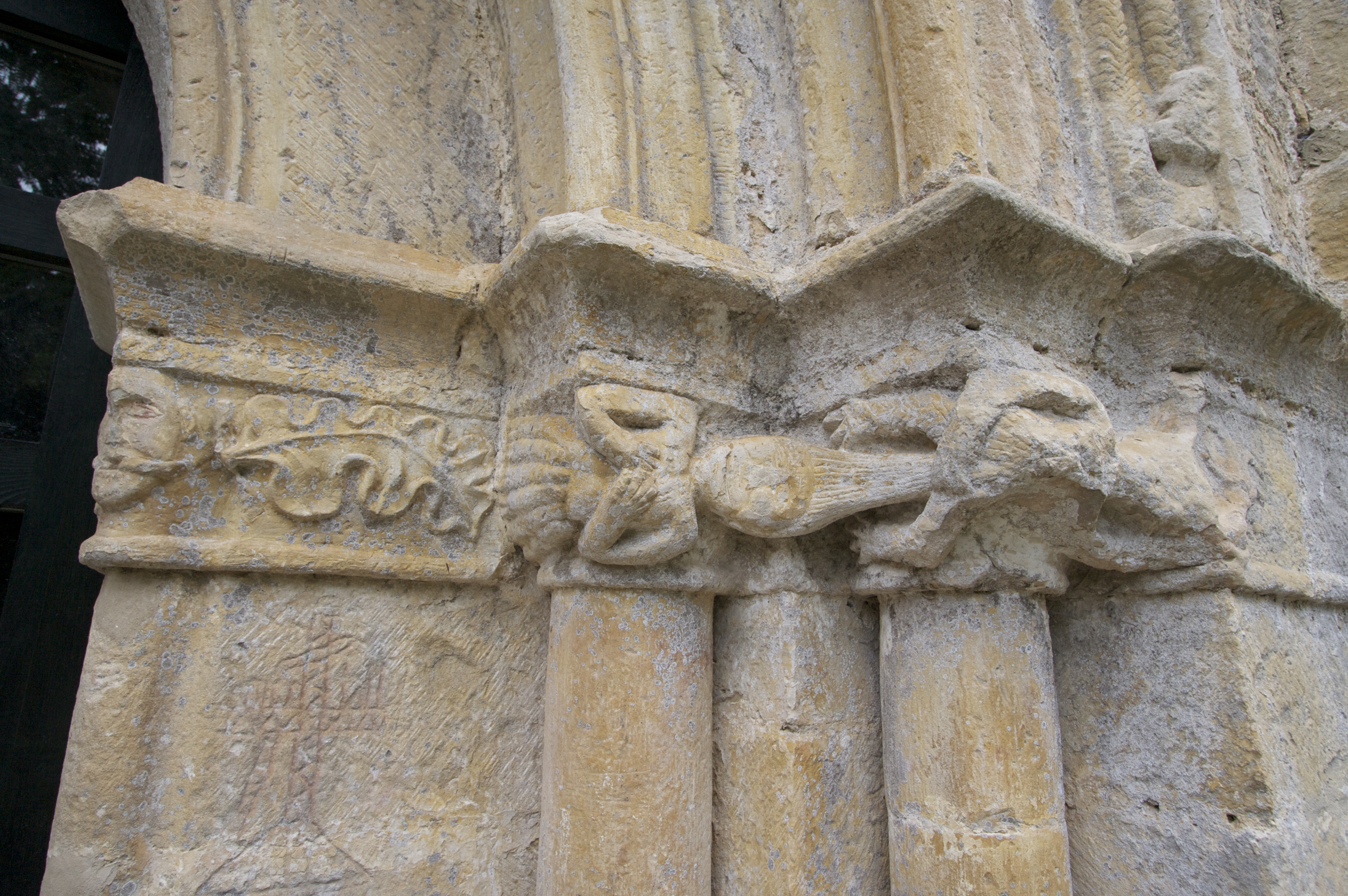
Detalle la puerta lateral. Representa al obispo siendo arrastrado hacia los infiernos.
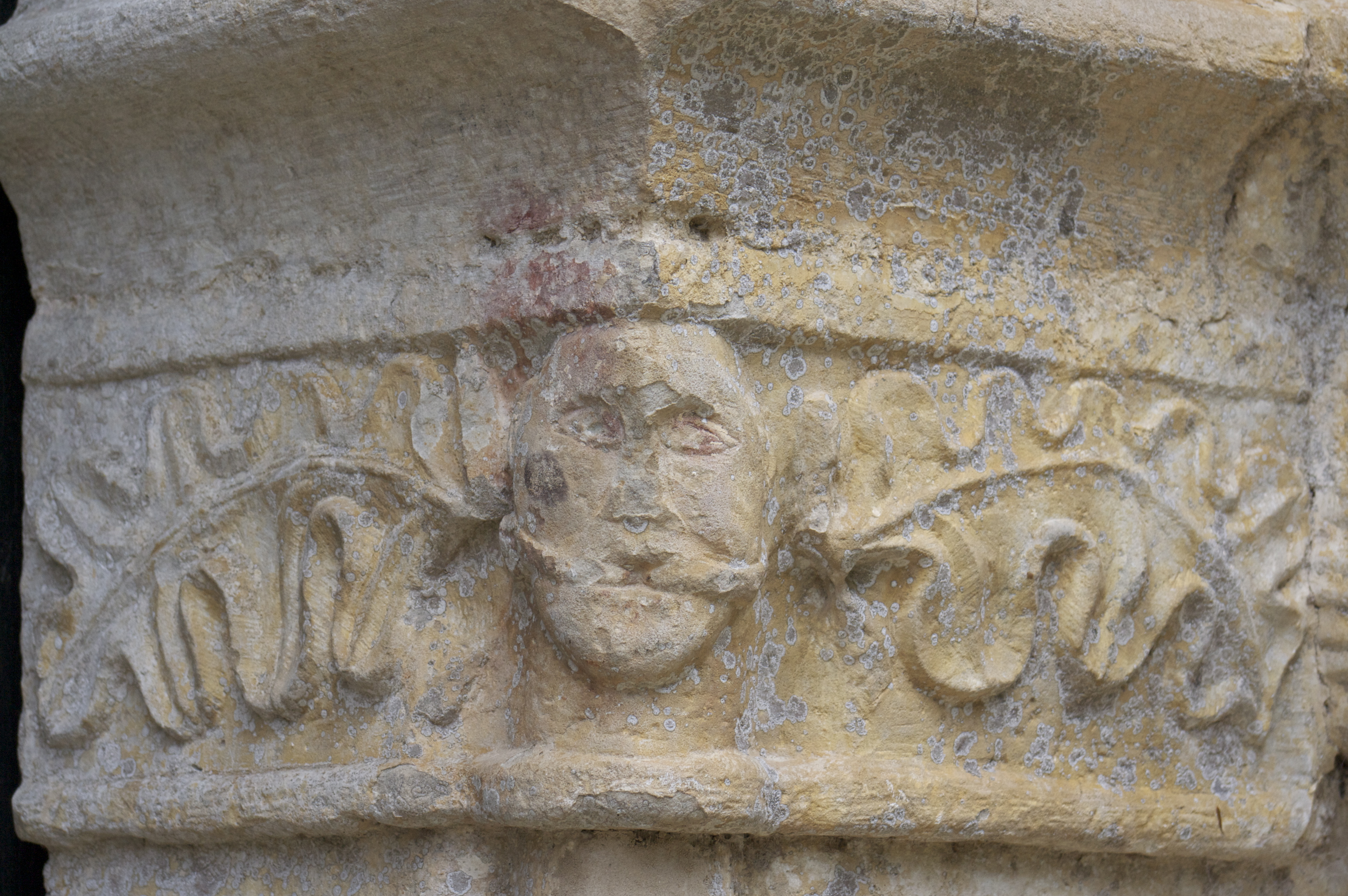
Detalle la puerta lateral.
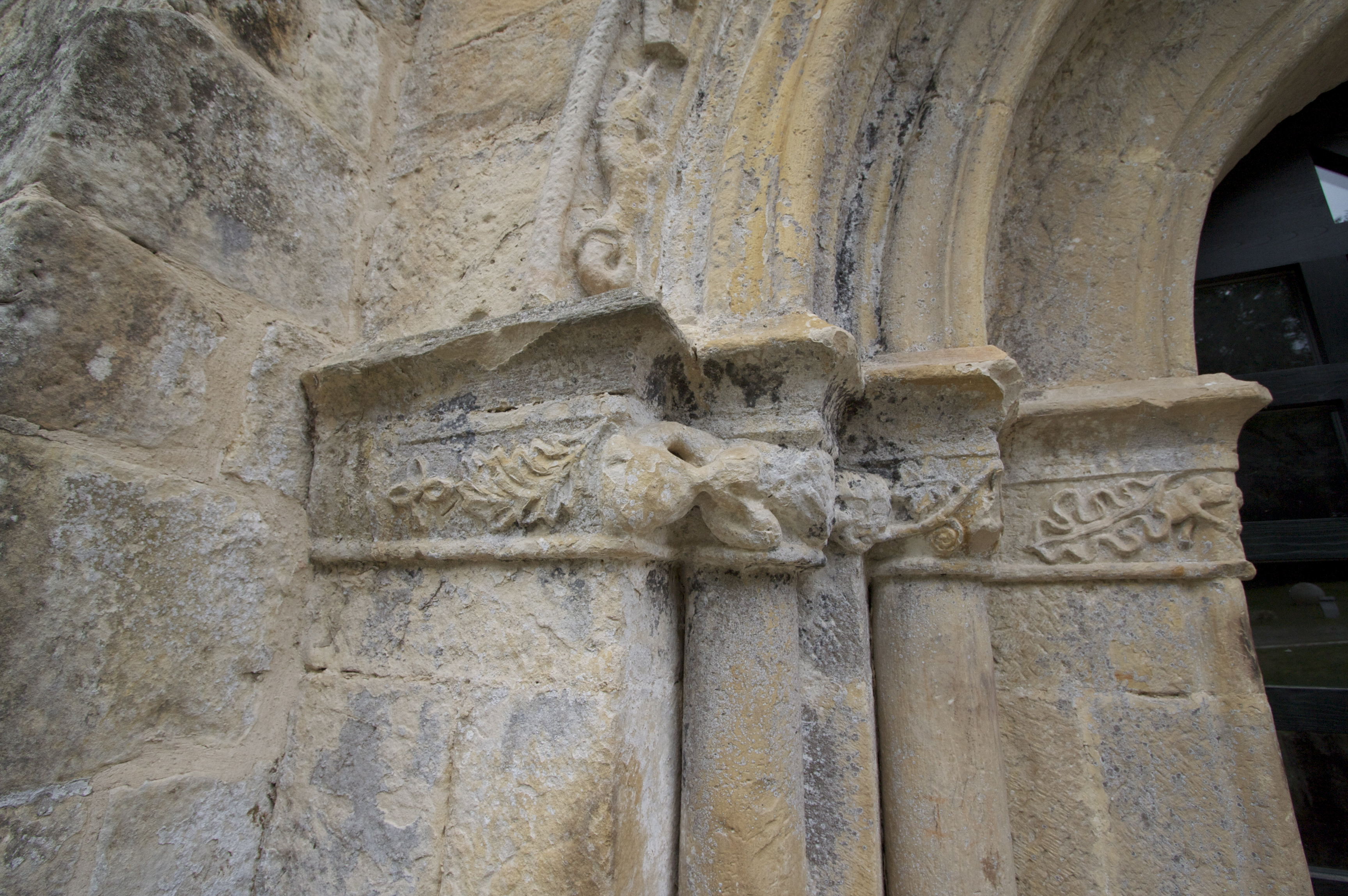
Detalle la puerta lateral.
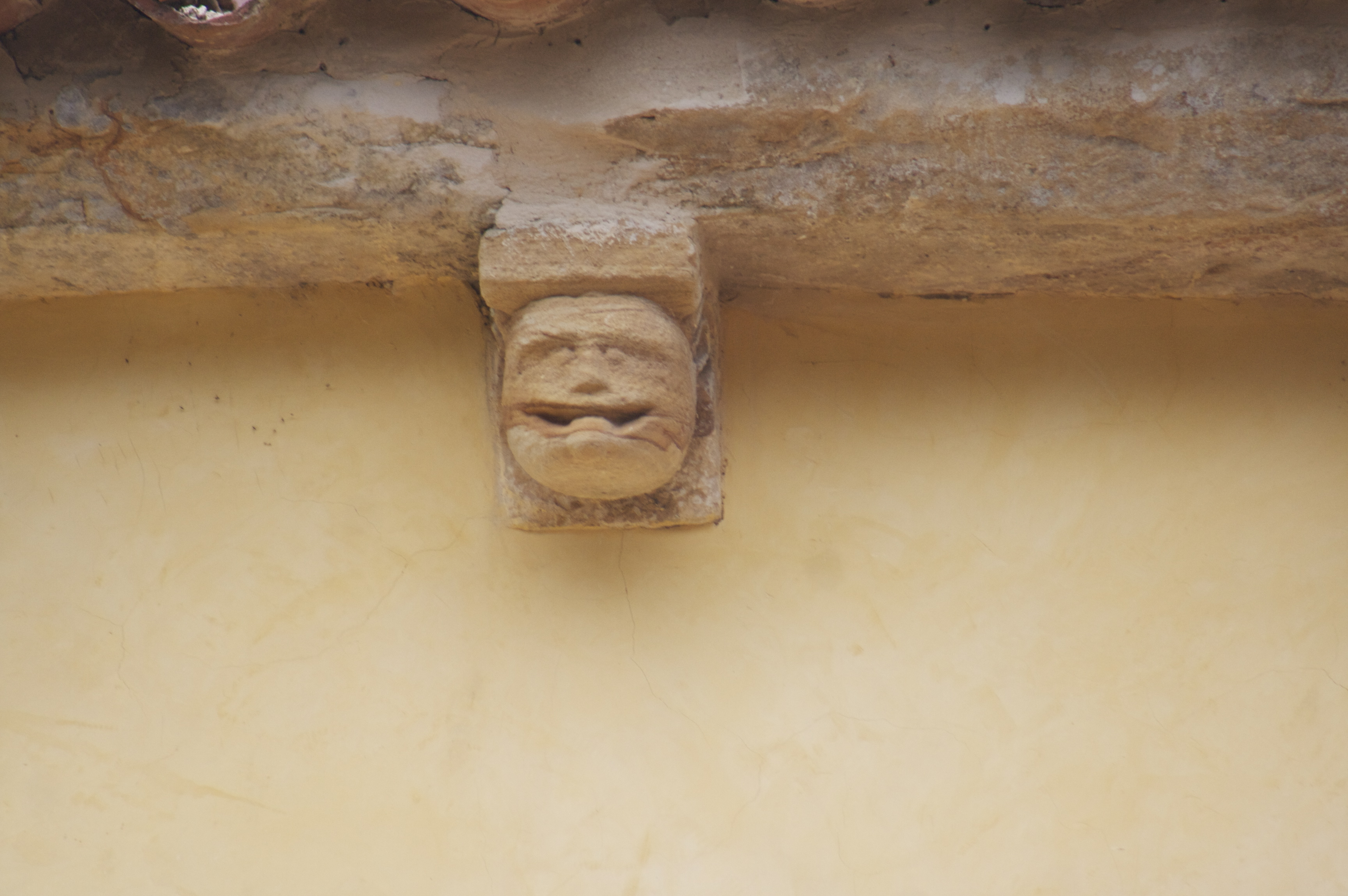
Canecillo.